# Amambai
Amambai es un municipio brasileño ubicado en el estado de Mato Grosso do Sul. Está ubicado en el sur del estado, según datos del IBGE la población es de 34,501 habitantes (2008), y la superficie es de 4202 km². 
Su clima es templado con una temperatura promedio de 22 °C. La economía se basa en la agricultura y ganadería.